# Echthrus rufipes
Echthrus rufipes är en stekelart som beskrevs av Tohru Uchida 1929. Echthrus rufipes ingår i släktet Echthrus och familjen brokparasitsteklar. Inga underarter finns listade i Catalogue of Life.